# نونگسوم
نونگسوم شهری در شهرستان کونگوسی در استان بام در بورکینافاسوی شمالی است و جمعیت آن ۶۰۶ نفر است.